# Pero Pais, 2.º senhor de Albergaria
Pero ou Pedro Pais Rebolo, 2.º senhor de Albergaria (c. 1133 - ?) foi um nobre e Cavaleiro medieval do Reino de Portugal.

## Biografia
Foi o 2.º Senhor do Morgado da Albergaria de São Mateus.
Cavaleiro Fidalgo. Teve uma vida bastante longa para a época tendo atravessou o reinado de dois dos reis de Portugal, nomeadamente o reinado de D. Sancho I de Portugal e o reinado de D. Afonso II de Portugal. Como militar participou na Batalha das Navas de Tolosa ocorrida no dia 12 de Julho de 1212. Foi devido à sua participação nesta batalha, tida como heróica, que foi acrescentado ao seu Brasão de Armas de família a cruz vermelha florida de Calatrava.

## Relações familiares
Foi filho de D. Paio Delgado (c. 1110 - ?) e de D. Joni. Casou com uma senhora cujo nome a história não regista, de quem teve a única filha que o Conde D. Pedro dá a seu pai, não indicando o nome da mãe, muito embora diga que foi filha de casamento legítimo: 
1. Maria Pais Rebolo (c. 1155 - 1192), 3.ª Senhora do Morgado da Albergaria de São Mateus, que casou por duas vezes, a primeira com D. Xira Rolim ou D. Childe Rolim (c. 1120 - c. 1180), 1.º Senhor-Donatário de Azambuja e daquela que é a atual Vila Franca de Xira (segundo alguns um fidalgo inglês filho de Guilherme Schire), cavaleiro bretão que, indo em Cruzada à Terra Santa durante a Segunda Cruzada (1147-1149), ajudou D. Afonso I de Portugal no Cerco de Lisboa em 1147 e por cá ficou, com geração, e a segunda c. 1182 com D. Fernando Ermigues, filho de Hermigo Mendes e de D. Sancha Pires de Bragança, do qual foi primeira mulher, sem geração; o Conde D. Pedro remete os seus dois casamentos para os respetivos §, pelo que não refere expressamente qual foi o primeiro e qual foi o segundo marido, mas, ao dar o filho Martim Xira como Senhor da Albergaria de D. Paio Delgado, está implicitamente a dizer que casou primeiro com D. Xira; teve dois filhos: Rolim Xira, 2.º Senhor de Azambuja, e Martim Xira, 2.º Senhor de Vila Franca de Xira e 4.º Senhor do Morgado da Albergaria de São Mateus.